# Isaac Sackey
Isaac Sackey (* 4. dubna 1994) je ghanský fotbalový záložník a mládežnický reprezentant, od léta 2016 hráč klubu Alanyaspor. Jeho oblíbenou soutěží je italská Serie A, oblíbeným klubem SSC Neapol.

## Klubová kariéra

### FC Slovan Liberec
Koncem září 2012 jej z ghanského týmu Liberty Professionals koupil FC Slovan Liberec. Sackey podepsal smlouvu do června 2015. O jeho angažování usiloval i francouzský klub Stade Rennais FC a norský Rosenborg Trondheim. V Gambrinus lize debutoval 23. února 2013 v derby s Jabloncem, kde se dostal na hřiště na 4 minuty (Liberec zvítězil 1:0). V sezóně 2012/13 nastoupil celkem k osmi zápasům, branku nevstřelil.
Nastoupil i v evropském poháru, v domácí odvetě druhého předkola Evropské ligy 2013/14 25. července 2013 proti hostujícímu lotyšskému celku Skonto Riga šel na hrací plochu ve druhém poločase, Liberec vyhrál 1:0 a postoupil do 3. předkola, neboť v prvním zápase podlehl na hřišti soupeře 1:2 (platí pravidlo o vstřeleném gólu na hřišti soupeře). S Libercem si zahrál i ve skupinové fázi Evropské ligy 2013/14 (kde se tým střetl se španělskou Sevillou, německým Freiburgem a portugalským Estorilem). S týmem zažil vyřazení v šestnáctifinále proti nizozemskému AZ Alkmaar.
V nové sezóně Gambrinus ligy 2013/14 nastoupil poprvé 28. července 2013 v domácím utkání druhého kola proti pražské Slavii, kdy šel na hřiště v 76. minutě jako střídající hráč. Slovan zápas vyhrál 2:1. První branku v Gambrinus lize vstřelil 13. dubna 2014 v utkání proti 1. FK Příbram, Liberec podlehl soupeři 1:3. Liberec obsadil v Gambrinus lize pohárovou 4. příčku.
Následující sezonu se Sackey představil s Libercem v Evropské lize UEFA 2014/15. Se Slovanem Liberec podstoupil v sezóně 2014/15 boje o záchranu v 1. české lize, ta se zdařila. S týmem navíc vybojoval triumf v českém poháru.

### Alanyaspor
V srpnu 2016 přestoupil do tureckého klubu Alanyaspor.

## Reprezentační kariéra
Sackey prošel juniorskými reprezentacemi Ghany, působil i v reprezentaci U23.